# Nashville (film)
Nashville è un film del 1975 diretto da Robert Altman.
Nel 1992 è stato scelto per la conservazione nel National Film Registry della Biblioteca del Congresso degli Stati Uniti. 
Nel 2007 l'American Film Institute l'ha inserito al cinquantanovesimo posto della classifica dei cento migliori film americani di tutti i tempi (nella classifica originaria del 1998 non era presente).

## Trama
Il film ruota intorno ai cinque giorni del festival canoro di country music che si svolge a Nashville. Il film è costruito, secondo una maniera tipica in Altman, attorno all'intrecciarsi di vicende apparentemente slegate tra loro, con ventiquattro personaggi (e nessun protagonista) che condividono, però, la stessa situazione di festa. Spiccano, tra i personaggi, gli artisti che partecipano al festival e, pure, sembra che non potrebbero esistere senza il contorno nutrito degli spettatori (tra gli altri, figura in una sequenza con Karen Black anche il violinista virtuoso Vassar Clements). Nashville è, infatti, colta tanto nei momenti più propriamente di spettacolo, quanto nei momenti di vita quotidiana.
Moltissime sono, inoltre, le invasioni reciproche dei due mondi, come nel caso di Sueleen Gay, stonatissima cameriera che vorrebbe sfondare con il canto ma è confinata ad un umiliante spogliarello, o di Albuquerque, la quale, tra una fuga e l'altra dal marito, cerca (riuscendovi, in modo del tutto improbabile) di coronare il proprio sogno di successo, o, ancora, del bello e fatale Tom Frank, affermato artista che cede la propria chitarra all'autista dicendogli "Scriviti un successo!". Ad amalgamare questo complesso minestrone, la candidatura di Hal Phillip Walker alle primarie presidenziali che, con la sua propaganda qualunquista e demagogica, cerca di stravolgere il senso comune americano in materia di inno nazionale, composizione del parlamento (infestato dagli avvocati), chiesa, compagnie petrolifere, sussidi all'agricoltura, ecc. È proprio la matrice politica che Walker vuole far assumere alla manifestazione (con l'aiuto del traffichino Triplette) a far precipitare gli eventi.

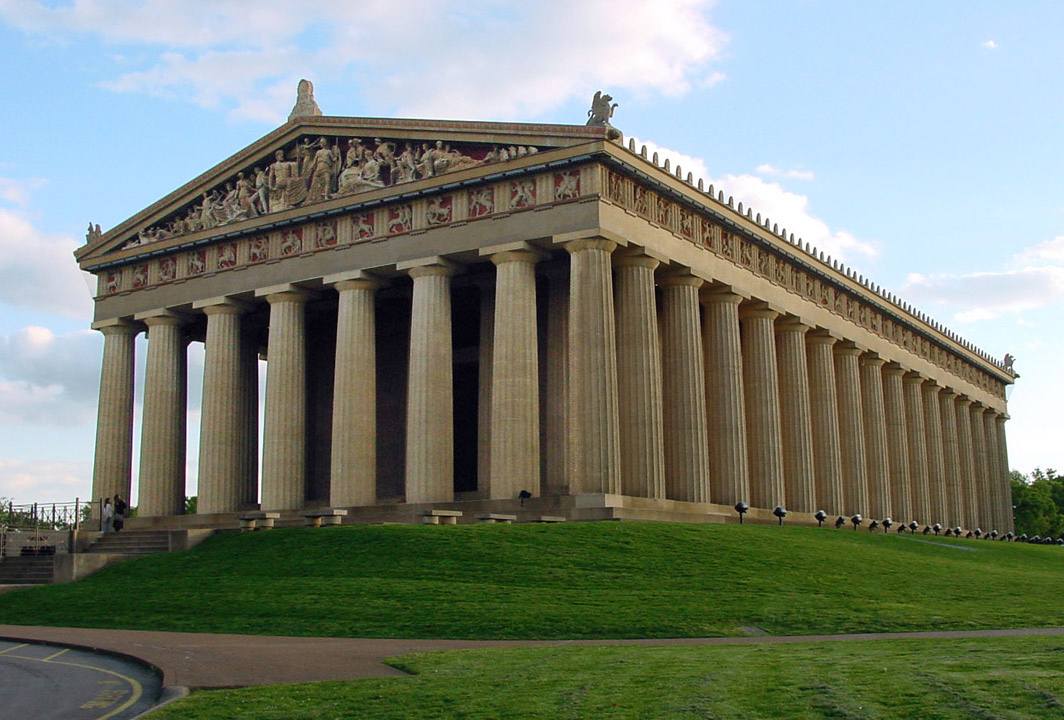
Il Partenone di Nashville, dove si svolge il finale del film

La stella di riferimento, Barbara Jean, accompagnata dal marito-produttore Barnett, è infine convinta a cantare in nome del candidato Walker al Partenone di Nashville (stucchevole costruzione neo-neo-classica eretta per il primo centenario della federazione nel 1876, che fa meritare alla città l'appellativo di "Atene del Sud"). Nella sequenza finale, il giovane Kenny, originario dell'Ohio, spara senza apparente ragione a Barbara Jean, frustrando la devota protezione che alla regina del country tributava il soldato Kelly. Il pubblico non viene scosso più di tanto dall'aggressione insensata alla cantante e anzi, subito dopo, dato che lo show deve continuare, intona (in un insolito momento di coesione sociale) il pezzo It don't worry me ("Non me ne preoccupo"), creando un'atmosfera quasi surreale, ma profondamente credibile.

## Riconoscimenti
- 1976 - Premio Oscar
  - Miglior canzone (I'm Easy) a Keith Carradine
  - Candidatura Miglior film a Robert Altman
  - Candidatura Migliore regia a Robert Altman
  - Candidatura Miglior attrice non protagonista a Ronee Blakley
  - Candidatura Miglior attrice non protagonista a Lily Tomlin
- 1976 - Golden Globe
  - Miglior canzone (I'm Easy) a Keith Carradine
  - Candidatura Miglior film drammatico
  - Candidatura Migliore regia a Robert Altman
  - Candidatura Miglior attrice debuttante a Ronee Blakley
  - Candidatura Miglior attrice debuttante a Lily Tomlin
  - Candidatura Miglior attore non protagonista a Henry Gibson
  - Candidatura Miglior attrice non protagonista a Ronee Blakley
  - Candidatura Miglior attrice non protagonista a Lily Tomlin
  - Candidatura Miglior attrice non protagonista a Geraldine Chaplin
  - Candidatura Miglior attrice non protagonista a Barbara Harris
  - Candidatura Migliore sceneggiatura a Joan Tewkesbury
- 1976 - Premio BAFTA
  - Miglior colonna sonora a William A. Sawyer, James E. Webb, Chris McLaughlin e Richard Portman
  - Candidatura Miglior attrice debuttante a Lily Tomlin
  - Candidatura Miglior attrice non protagonista a Ronee Blakley
  - Candidatura Miglior attrice non protagonista a Gwen Welles
  - Candidatura Migliore sceneggiatura originale a Joan Tewkesbury
- 1975 - National Board of Review Award
  - Miglior film
  - Migliore regia a Robert Altman
  - Miglior attrice non protagonista a Ronee Blakley
- 1976 - Kansas City Film Critics Circle Award
  - Miglior film
  - Migliore regia a Robert Altman
  - Miglior attrice non protagonista a Lily Tomlin
- 1975 - Los Angeles Film Critics Association Award
  - Migliore sceneggiatura a Joan Tewkesbury
- 1976 - David di Donatello
  - Miglior film straniero a Robert Altman
- 1976 - Premio César
  - Candidatura Miglior film straniero a Robert Altman
- 1975 - New York Film Critics Circle Award
  - Miglior film
  - Migliore regia a Robert Altman
  - Miglior attrice non protagonista a Lily Tomlin
  - Candidatura Miglior attore non protagonista a Henry Gibson

## Edizione italiana
La pellicola non è stata doppiata; il film uscì nelle sale cinematografiche, e nella versione VHS, in lingua originale sottotitolato (traduzione di dialoghi e canzoni a cura di Roberto De Leonardis).